# 11572 Schindler
11572 Schindler è un asteroide della fascia principale. Scoperto nel 1993, presenta un'orbita caratterizzata da un semiasse maggiore pari a 2,4235727 UA e da un'eccentricità di 0,1688325, inclinata di 0,64289° rispetto all'eclittica.